# Die Party mit Ross Antony
Die Party mit Ross Antony oder Meine Schlagerwelt – die Party mit Ross Antony ist eine Musiksendung mit dem Briten Ross Antony. Die Sendung wird seit dem Jahr 2015 im MDR ausgestrahlt. Bei den Spezialausgaben wird Ross Antony von der Deutschen Mareile Höppner unterstützt.

## Inhalt der Sendung
Im Eventpalast in Leipzig präsentiert Ross Antony in seiner eigenen Schlagersendung mit seinen Gästen zahlreiche Schlagerhits. Außerdem wird die Sendung durch das Schlagerraten mit Zuschauern aus dem Publikum oder mit kleinen Spielen an der Bar ergänzt und es gibt den einen oder anderen Drink an der Bar von Barfrau Marlies.

## Episoden

### Normalausgaben
| Folge | Datum              | Mitwirkende |
| ----- | ------------------ | --- |
| 001.  | 16. Januar 2015    | Matthias Reim, Beatrice Egli, Isabel Varell, Bernhard Brink, Anita & Alexandra Hofmann, Olaf Berger |
| 002.  | 20. März 2015      | Ireen Sheer, Nik P., Olaf der Flipper, Linda Hesse, Maria Levin, Die jungen Zillertaler, Die Cappuccinos, Pat |
| 003.  | 17. Juli 2015      | Stefanie Hertel, Jürgen Drews, Beatrice Egli, Frank Schöbel, Wolkenfrei, Björn Landberg |
| 004.  | 16. Oktober 2015   | Claudia Jung, Wolfgang Ziegler, Die Grubertaler, Christian Anders, Andreas Martin, Jogl Brunner, Patrick Lindner |
| 005.  | 4. Dezember 2015   | Beatrice Egli, Nik P., Jürgen Drews, Wolfgang Ziegler, SABRINA, Bernhard Brink, Maria Levin, Die Grubertaler |
| 006.  | 22. Januar 2016    | Frank Zander, Linda Fäh, Ireen Sheer, Jürgen Drews, Klubbb3, DJ Ötzi, Nik P, Anni Perka |
| 007.  | 11. März 2016      | Klubbb3, Andrea Jürgens, Christin Stark, Mary Roos, Mitch Keller, Bernhard Brink, Markus, Isabel Varell, Fantasy |
| 008.  | 3. Juni 2016       | Jürgen Drews, Nik P., Beatrice Egli, Franziska Wiese, Julia Lindholm, Björn Landberg, Feuerherz, Bernhard Brink, Voxxclub, Oliver Thomas, Nicole, Max Janda, Frank Schöbel                                                                 |
| 009.  | 30. September 2016 | DJ Ötzi, Nik P., Frank Zander, Bernhard Brink, Voxxclub, Maria Levin, Mary Roos, Die Cappuccinos, Anita & Alexandra Hofmann, Andrea Jürgens, Julian David                                                                                  |
| 010.  | 3. März 2017       | Beatrice Egli, Klubbb3, DJ Ötzi, Maite Kelly, Andy Borg, Die Amigos, Sarah Schiffer, Feuerherz |
| 011.  | 21. April 2017     | Thomas Anders, Anna-Carina Woitschack, Nino de Angelo, Sarah Jane Scott, Voxxclub, Nicole, Norman Langen, Vincent Gross, DJ Ötzi |
| 012.  | 23. Juni 2017      | Bernhard Brink, Die Grubertaler, Buddy, Nik P., Nino de Angelo, Nicole, Mitch Keller, Franziska Wiese, Jürgen Drews, Björn Landberg, Saskia Leppin                                                                                         |
| 013.  | 22. September 2017 | Klubbb3, Mitch Keller, Beatrice Egli, Thomas Anders, Feuerherz, Maite Kelly, Jürgen Drews, Voxxclub, Fantasy |
| 014.  | 8. Dezember 2017   | Feuerherz, Nino de Angelo, Marc Pircher, Maria Levin, DJ Ötzi, Sarah Jane Scott, Andy Borg |
| 015.  | 13. April 2018     | Peggy March, Klubbb3, Beatrice Egli, Nik P., Voxxclub, Wolfgang Lippert, Olaf Berger, Antonia aus Tirol, Bernhard Brink, Jay Khan, Frank Schöbel, Lichtblick                                                                               |
| 016.  | 18. Mai 2018       | Klubbb3, Jürgen Drews, Ben Zucker, Eloy de Jong, Andy Borg, Nicki, Patrick Lindner, Julia Lindholm, Christian Lais |
| 017.  | 3. August 2018     | Michael Holm, Voxxclub, Beatrice Egli, Olaf der Flipper, Uta Bresan, Antonia aus Tirol, Stefanie Hertel, Truck Stop, Christin Stark, Bernhard Brink, Olaf Berger                                                                           |
| 018.  | 12. Oktober 2018   | Andy Borg, Olaf der Flipper, Nicki, Ireen Sheer, Die Amigos, Anna-Carina Woitschack, Jürgen Drews, Franziska, Wolfgang Ziegler, Stefanie Hertel, Laura Wilde, Dorfrocker                                                                   |
| 019.  | 30. März 2019      | Maite Kelly, Thomas Anders, Feuerherz, DJ Ötzi, Ute Freudenberg, Vincent Gross, Olaf Berger, Alexandra Hofmann, Allessa, Die Draufgänger, Frank Schöbel, Bernhard Brink, Peter Orloff                                                      |
| 020.  | 17. August 2019    | Inka Bause, Francine Jordi, Vincent Gross, Julia Lindholm, DJ Ötzi, Christian Lais, Sonia Liebing, Die jungen Zillertaler, Die Cappuccinos                                                                                                 |
| 021.  | 23. November 2019  | Giovanni Zarrella, Gaby Baginsky, Ute Freudenberg, Christian Lais, Natasha Sass, Gerd Christian, Rotblond, Olaf Berger, Linda Feller, Andy Borg, Eloy de Jong, Dorfrocker, Thomas Anders, Feuerherz, Rosanna Rocci, Frank Lukas, Linda Fäh |
| 022.  | 22. August 2020    | Ben, Sarah Zucker, Feuerherz, Julia Lindholm, Die Schlagerpiloten, Vincent Gross, Andy Borg, Rotblond, André Stade, Laura Wilde, Chris Cronauer, Volker Rosin, Micki Krause                                                                |

### Spezialausgaben
| Folge | Datum                                                      | Mitwirkende |
| ----- | ---------------------------------------------------------- | --- |
| 001.  | 31. Dezember 2015 Die Silvester-Schlagerparty (2015)       | Jürgen Drews, Mickie Krause, Wolkenfrei, Anna Maria Zimmermann, Maxi Arland, Uwe Busse, Alexander Rier, Markus Becker, Norman Langen, Olaf Berger, Die Grubertaler, Cora, Simone & Charly Brunner, André Stade |
| 002.  | 31. Dezember 2016 Die große Silvester-Schlagerparty (2016) | Klubbb3, Fantasy, Frank Schöbel, Bernhard Brink, Olaf Berger, Nik P., Olaf der Flipper, Uta Bresan, Anna Maria Zimmermann, G.G. Anderson, Julia Lindholm, Dorfrocker, Mickey Krause, Markus Becker, Jürgen Drews, Tim Toupet, Caught in the Act |
| 003.  | 31. Dezember 2017 Die große Silvester-Schlagerparty (2017) | Andy Borg, Ireen Sheer, Nicole, Fantasy, Die Amigos, Olaf der Flipper, Brings, Thomas Anders, Die Zipfelbuben, Olaf Berger, Semino Rossi, Julia Lindholm, Mickie Krause, Bernhard Brink |
| 004.  | 9. Februar 2018 Die große Faschingsparty (2018)            | Höhner, Brings, Semino Rossi, Julia Lindholm, Die Zipfelbuben, Vincent Gross, Eloy de Jong, DJ Ötzi, Bernhard Brink, Mickie Krause, Jürgen Drews, I am from Austria, Rotblond, Jörn Schlönvoigt |
| 005.  | 31. Dezember 2018 Die große Silvester-Schlagerparty (2018) | Anna Maria Zimmermann, Bernhard Brink, Dschinghis Khan, Melissa Naschenweng, Olaf Berger, Rosanna Rocci, Simone & Charly Brunner, Anita & Alexandra Hofmann, Hot Banditoz, Die Draufgänger |
| 006.  | 31. Dezember 2019 Die große Silvester-Schlagerparty (2019) | Olaf Berger, Ute Freudenberg, Anna Maria Zimmermann, Fantasy, Julia Lindholm, Semino Rossi, Andy Borg, Klubbb3, Simone, Charly Brunner, Bernhard Brink, DJ Ötzi, Mickie Krause, Ireen Sheer, Nik P., Hot Banditoz, Caught in the Act |
| 007.  | 31. Dezember 2020 Die große Silvesterparty (2020)          | Eloy de Jong, Marianne Rosenberg, Andrea Berg, Die Amigos, Kerstin Ott, Howard Carpendale, DJ Ötzi, Andy Borg, Semino Rossi, Die Schlagerpiloten, Roland Kaiser, Giovanni Zarrella, Ramon Roselly, Thomas Anders und Florian Silbereisen, Ute Freudenberg, Maite Kelly, Julian Reim, Katharina Herz, Bernhard Brink, Sonia Liebing, Wolfgang Lippert, Marina Marx, Christian Lais, Olaf Berger, Vincent Gross, Linda Hesse, Olaf der Flipper, Inka Bause, Rosanna Rocci, Die Draufgänger, Fantasy, Beatrice Egli, DJ Herzbeat feat. Axel Fischer, Matthias Reim, Michelle, Voxxclub                                                                                               |
| 008.  | 31. Dezember 2021 Die große Silvesterparty (2021)          | Team 5ünf, Andrea Berg, Andy Borg, Ramon Roselly, Semino Rossi, Anna-Carina Woitschack, Jürgen Drews, Ben Zucker, Olaf Berger, Michelle, Eric Philippi, Christin Stark, Beatrice Egli, Marina Marx & Karsten Walter, Marianne Rosenberg, Melissa Naschenweng, Laura Wilde, Roland Kaiser, Howard Carpendale, DJ Ötzi, Vincent Gross, Ireen Sheer, Oli P., Oonagh, David Hasselhoff, Die Schlagerpiloten, Tanja Lasch, Thomas Anders und Florian Silbereisen, Mickie Krause, Christian Lais, Maite Kelly, Chris Cronauer, Helene Fischer feat. Luis Fonsi, Sonia Liebing feat. DJ Herzbeat, Vivien Gold, Nik P., Dorfrocker, Andreas Gabalier, Kerstin Ott, Matthias Reim, Fantasy |